# Take Me to Your Heart (Rick Astley-dal)
A Take Me to Your Heart Rick Astley 1988-ban megjelent kislemeze. A siker nem maradt el, 11 héten át volt a slágerlista 8. helyen végzett. A dal Németországban és Írországban Top 10-es dal volt.

## Hasonlóság
A dal nagyon hasonlít az Inner City együttes Big Fun című slágerére, a Stock Aitken Waterman szerzőpáros ellopta a dalt, és használta.

## Megjelenések
12"  Egyesült Királyság RCA – PT 42574
- A	Take Me To Your Heart (Autumn Leaves Mix) 6:38 Mixed By – Dave Ford, Written-By – Stock/Aitken/Waterman

- B1	I'll Be Fine 3:44 Mixed By – Karen Hewitt, Written-By – Rick Astley
- B2	Take Me To Your Heart (Instrumental) 3:27 Mixed By – Dave Ford, Written-By – Stock/Aitken/Waterman

## Megjelent hivatalos változatok
1. "Take Me to Your Heart" (7" version) – 3:27
2. "Take Me to Your Heart" (Autumn Leaves Mix) – 6:38
3. "Take Me to Your Heart" (Dick Dastardly Mix) – 6:55
4. "I'll Be Fine" – 3:44
5. "Take Me to Your Heart" (Instrumental) – 3:27
6. "Take Me to Your Heart" (Discotech Mix) – 3:36

## Slágerlista
| Slágerlista (1988)                           | Legmagasabb helyezés |
| -------------------------------------------- | -------------------- |
| Ausztrália (ARIA)                            | 41                   |
| Hollandia (Dutch Mega Top 100)               | 11                   |
| Franciaország (SNEP) kislemezlista           | 18                   |
| Németország (Media Control Charts)           | 10                   |
| Írország (Irish Single Chart)                | 5                    |
| Spanyolország AFYVE                          | 2                    |
| Svédország (Sverigetopplistan)               | 10                   |
| Svájc (Swish Singles Charts)                 | 16                   |
| Egyesült Királyság (Official Charts Company) | 8                    |